# Эхара, Наито
Наито Эхара (яп. 江原 騎士, род. 30 июля 1993, Префектура Яманаси, Япония) — японский пловец, бронзовый призер летних Олимпийских игр 2016 года. Участвовал в мужской эстафете на дистанции 4 × 200 метров. Также участвовал в мужском турнире по плаванью вольным стилем на 400 метров.
По состоянию на 2016 год, Эхара служит в японских наземных силах самообороны сержантом первого класса.

## Выступления на Олимпийских играх
| Олимпиада           | Дисциплина             | Место |
| ------------------- | ---------------------- | ----- |
| Рио-де-Жанейро 2016 | 400 м вольным стилем   | 31    |
| Рио-де-Жанейро 2016 | 4x200 м вольным стилем | 3     |